# Conidiobolus lamprauges
Conidiobolus lamprauges är en svampart som beskrevs av Drechsler 1953. Conidiobolus lamprauges ingår i släktet Conidiobolus och familjen Ancylistaceae.   Inga underarter finns listade i Catalogue of Life.